# Josep Marinel·lo i Guardiola
Josep Marinel·lo i Guardiola (Terrassa, 1772- Terrassa, 1832), fou un organista, fagotista, cantor i mestre de capella de la col·legiata del Sant Esperit de Terrassa.
Es formà a l'Escolania de Montserrat, on estudià fagot, orgue, flauta i violí amb el mestre Narcís Casanoves. Més tard es convertiria en organista de la parròquia de Sant Fèlix de Sabadell entre els anys 1790 i 1803. No obstant, se'l nomenà prevere i esdevingué mestre de capella de la col·legiata del Sant Esperit de Terrassa on “destacà com a fagotista i per la seva bona veu de baix”. Va ser la figura que efectuà una millora en la qualitat del cant pla de la comunitat de Terrassa, fent guanyar popularitat a la capella de música durant els seus anys de magisteri. També hi ha constància d’una casa de construcció de pianos al seu nom.